# 乔贤镇
乔贤镇，是中华人民共和国广西壮族自治区南宁市上林县下辖的一个乡镇级行政单位。

## 行政区划
乔贤镇下辖以下地区：
乔贤社区、寨受村、龙头村、横岭村、水头村、绿浪村、龙保村和恭睦村。